# 清水萌衣乃
清水 萌衣乃（しみず もえの、1997年3月20日 - ）は、日本の女子陸上競技選手。

## 略歴
東京農業大学応用生物科学部醸造科学科卒業。専門は長距離走、障害走。
2016年3月12日の大学1年時、世界大学クロスカントリー選手権個人で銀メダルを獲得、団体では出水田眞紀（立大2年）・菅野七虹（立命大3年）・細田あい（日体大2年）らと金メダルを獲得した。2017年12月30日の大学3年時、富士山女子駅伝では、棟久由貴（2年）らと東農大の準優勝に貢献。

## 主な記録
| 年     | 大会                           | 種目           | 順位     | 備考             |
| ------ | ------------------------------ | -------------- | -------- | ---------------- |
| 2014年 | 全国高等学校陸上競技選抜大会   | 2000mSC        | 2位      |                  |
| 2015年 | 第99回日本陸上選手権           | 3000mSC        | 4位      |                  |
|        | 日本インカレ                   | 3000mSC        | 2位      |                  |
| 2016年 | 日本陸上選手権クロスカントリー | シニア8km      | 3位      |                  |
|        | 世界大学クロスカントリー選手権 | 6.2km          | 銀メダル | 日本団体金メダル |
|        | 日本インカレ                   | 3000mSC        | 4位      |                  |
| 2017年 | 富士山女子駅伝                 | 7区            | 区間3位  | 東農大2位        |
| 2018年 | 日本学生女子ハーフマラソン     | ハーフマラソン | 4位      |                  |